# بيل لندن
بيل لندن (بالإنجليزية: Bill London)‏ هو لاعب كرة قدم أسترالية أسترالي، ولد في 30 يونيو 1904، وتوفي في 1 فبراير 1968.

## وصلات خارجية
- بيل لندن على موقع AustralianFootball.com (الإنجليزية)
- بيل لندن على موقع AFLtables.com (الإنجليزية)